# Marcin Stalmach

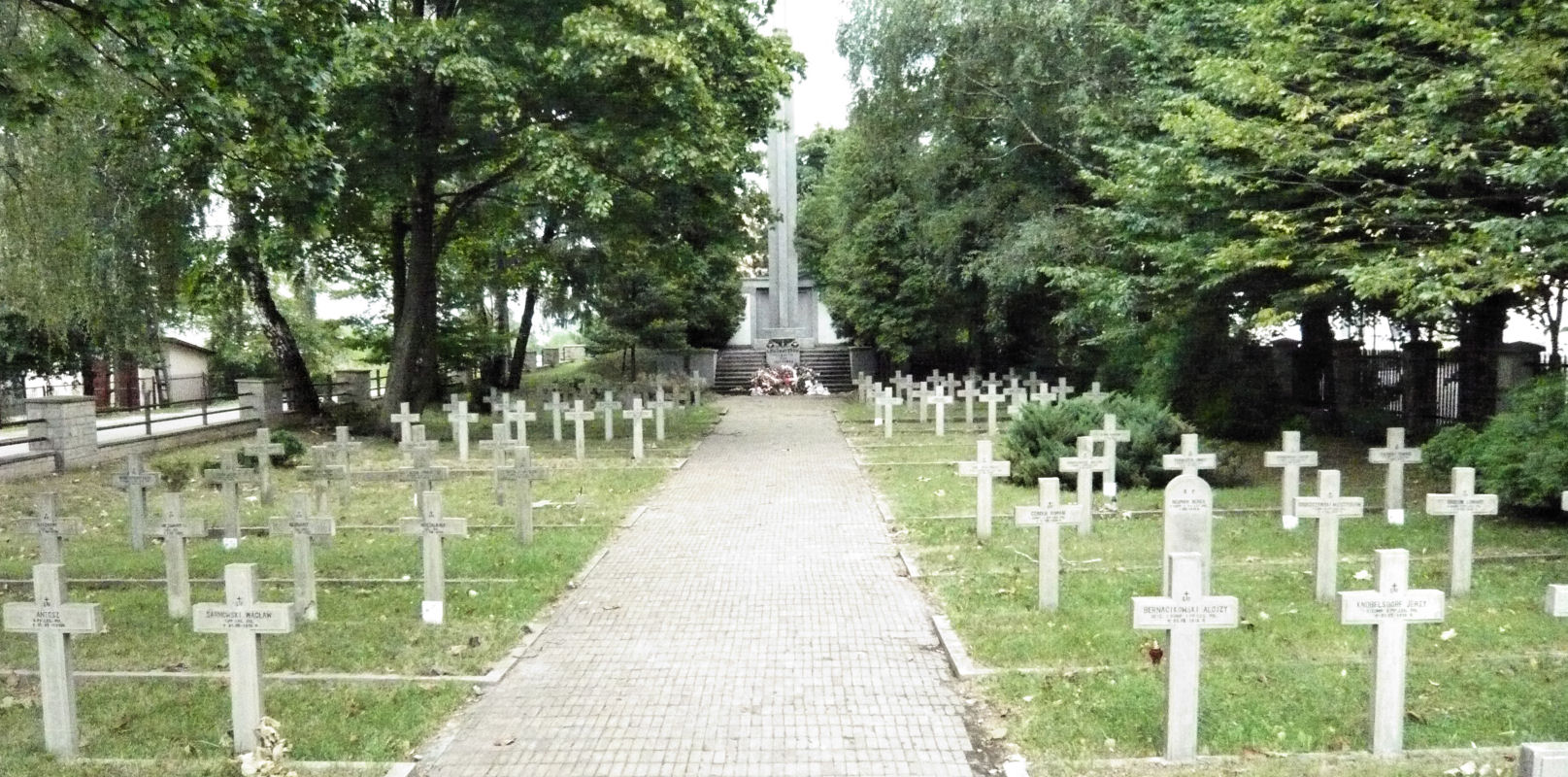
Cmentarz legionistów w Jastkowie

Marcin Stalmach (ur. 2 listopada 1895 w Zbydniowie, zm. 31 sierpnia 1915 pod Jastkowem) – żołnierz Legionów Polskich. Uczestnik I wojny światowej, kawaler Orderu Virtuti Militari.

## Życiorys
Urodził się w rodzinie Jana i Marii z d. Klęska. Absolwent gimnazjum w Bochni. Należał do Związku Strzeleckiego. Od 16 sierpnia 1914 w Legionach Polskich, żołnierz 10 kompanii 4 pułku piechoty Legionów Polskich z którym walczył podczas I wojny światowej.
Szczególnie odznaczył się podczas walk w bitwie pod Jastkowem, gdzie „ochotniczo wykonał zadanie polegające na przecięciu zasieków nieprzyjacielskich, umożliwiając atak swojego plutonu. Zginął na polu bitwy, tamże pochowany”. 17 maja 1922, za tę postawę, został odznaczony pośmiertnie orderem wojskowym „Virtuti Militari" V klasy.
Później pochowany na cmentarzu legionistów w Jastkowie.
Był kawalerem.

## Ordery i odznaczenia
- Krzyż Srebrny Orderu Wojskowego Virtuti Militari nr 6288[1][3] – pośmiertnie, 17 maja 1922[2][4]